# Eleições presidenciais de 2016 em Vila Nova de Gaia

## Resultados Oficiais
| Candidato               | Candidato                | Votos   | %               |
| ----------------------- | ------------------------ | ------- | --------------- |
|                         | Marcelo Rebelo de Sousa  | 66 931  | 48,12 / 100,00  |
|                         | António Sampaio da Nóvoa | 32 562  | 23,41 / 100,00  |
|                         | Marisa Matias            | 16 693  | 12,00 / 100,00  |
|                         | Maria de Belém Roseira   | 7 109   | 5,11 / 100,00   |
|                         | Vitorino Silva           | 5 322   | 3,83 / 100,00   |
|                         | Paulo de Morais          | 4 430   | 3,19 / 100,00   |
|                         | Edgar Silva              | 3 967   | 2,85 / 100,00   |
|                         | Henrique Neto            | 1 010   | 0,73 / 100,00   |
|                         | Jorge Sequeira           | 780     | 0,56 / 100,00   |
|                         | Cândido Ferreira         | 282     | 0,20 / 100,00   |
| Votos Inválidos         | Votos Inválidos          | 3 109   | 2,18 / 100,00   |
| Total                   | Total                    | 142 195 | 100,00 / 100,00 |
| Eleitorado/Participação | Eleitorado/Participação  | 263 521 | 53,96 / 100,00  |

## Resultados por Freguesia
Os resultados dos candidatos por freguesia foram os seguintes:
| Freguesia                            | %     | %     | %     | %    | %    | %    | %    | %    | %    | %    | Votantes |
| Freguesia                            | MRS   | ASN   | MM    | MBR  | VS   | PM   | ES   | HN   | JS   | CF   | Votantes |
| ------------------------------------ | ----- | ----- | ----- | ---- | ---- | ---- | ---- | ---- | ---- | ---- | -------- |
| Arcozelo                             | 56,92 | 19,32 | 9,47  | 4,21 | 3,18 | 3,39 | 1,74 | 0,91 | 0,67 | 0,19 | 7 047    |
| Avintes                              | 40,62 | 27,13 | 12,70 | 6,08 | 5,03 | 1,95 | 5,11 | 0,76 | 0,32 | 0,32 | 5 146    |
| Canelas                              | 48,38 | 21,69 | 13,44 | 5,58 | 4,97 | 2,51 | 2,16 | 0,51 | 0,61 | 0,16 | 5 894    |
| Canidelo                             | 42,39 | 26,28 | 13,87 | 5,70 | 3,74 | 3,49 | 3,17 | 0,63 | 0,51 | 0,23 | 13 055   |
| Grijó e Sermonde                     | 55,02 | 18,53 | 10,16 | 5,51 | 4,71 | 2,54 | 2,01 | 0,71 | 0,60 | 0,22 | 5 619    |
| Gulpilhares e Valadares              | 49,04 | 22,46 | 11,79 | 4,74 | 3,48 | 3,58 | 2,99 | 0,94 | 0,77 | 0,20 | 10 084   |
| Madalena                             | 47,63 | 23,43 | 12,01 | 5,42 | 3,10 | 3,39 | 3,64 | 0,79 | 0,44 | 0,17 | 4 912    |
| Mafamude e Vilar do Paraíso          | 48,52 | 25,34 | 11,56 | 3,94 | 3,70 | 2,63 | 2,82 | 0,78 | 0,60 | 0,12 | 24 586   |
| Oliveira do Douro                    | 42,57 | 25,32 | 13,03 | 5,92 | 4,29 | 3,35 | 4,08 | 0,60 | 0,54 | 0,30 | 10 825   |
| Pedroso e Seixezelo                  | 49,96 | 21,15 | 12,19 | 5,84 | 4,52 | 2,86 | 2,03 | 0,62 | 0,57 | 0,25 | 9 747    |
| Sandim, Olival, Lever e Crestuma     | 55,70 | 19,16 | 9,42  | 5,58 | 4,81 | 2,21 | 1,75 | 0,76 | 0,37 | 0,25 | 8 864    |
| Santa Marinha e São Pedro da Afurada | 44,81 | 25,88 | 13,16 | 4,63 | 3,14 | 3,70 | 3,29 | 0,63 | 0,58 | 0,16 | 16 265   |
| São Félix da Marinha                 | 53,86 | 19,85 | 10,01 | 5,74 | 3,53 | 3,32 | 1,98 | 0,93 | 0,62 | 0,17 | 6 469    |
| Serzedo e Perosinho                  | 52,08 | 20,95 | 10,11 | 5,44 | 4,44 | 2,60 | 2,57 | 0,96 | 0,55 | 0,29 | 6 282    |
| Vilar de Andorinho                   | 42,97 | 24,64 | 14,77 | 5,31 | 4,99 | 2,53 | 3,65 | 0,48 | 0,47 | 0,19 | 7 400    |
| Vila Nova de Gaia                    | 48,12 | 23,41 | 12,00 | 5,11 | 3,83 | 3,19 | 2,85 | 0,73 | 0,56 | 0,20 | 142 195  |

#### Arcozelo
| Candidato               | Candidato                | Votos  | %               |
| ----------------------- | ------------------------ | ------ | --------------- |
|                         | Marcelo Rebelo de Sousa  | 3 924  | 56,92 / 100,00  |
|                         | António Sampaio da Nóvoa | 1 332  | 19,32 / 100,00  |
|                         | Marisa Matias            | 653    | 9,47 / 100,00   |
|                         | Maria de Belém Roseira   | 290    | 4,21 / 100,00   |
|                         | Paulo de Morais          | 234    | 3,39 / 100,00   |
|                         | Vitorino Silva           | 219    | 3,18 / 100,00   |
|                         | Edgar Silva              | 120    | 1,74 / 100,00   |
|                         | Henrique Neto            | 63     | 0,91 / 100,00   |
|                         | Jorge Sequeira           | 46     | 0,67 / 100,00   |
|                         | Cândido Ferreira         | 13     | 0,19 / 100,00   |
| Votos Inválidos         | Votos Inválidos          | 153    | 2,17 / 100,00   |
| Total                   | Total                    | 7 047  | 100,00 / 100,00 |
| Eleitorado/Participação | Eleitorado/Participação  | 12 686 | 55,55 / 100,00  |

#### Avintes
| Candidato               | Candidato                | Votos | %               |
| ----------------------- | ------------------------ | ----- | --------------- |
|                         | Marcelo Rebelo de Sousa  | 2 044 | 40,62 / 100,00  |
|                         | António Sampaio da Nóvoa | 1 365 | 27,13 / 100,00  |
|                         | Marisa Matias            | 639   | 12,70 / 100,00  |
|                         | Maria de Belém Roseira   | 306   | 6,08 / 100,00   |
|                         | Edgar Silva              | 257   | 5,11 / 100,00   |
|                         | Vitorino Silva           | 253   | 5,03 / 100,00   |
|                         | Paulo de Morais          | 98    | 1,95 / 100,00   |
|                         | Henrique Neto            | 38    | 0,76 / 100,00   |
|                         | Jorge Sequeira           | 16    | 0,32 / 100,00   |
|                         | Cândido Ferreira         | 16    | 0,32 / 100,00   |
| Votos Inválidos         | Votos Inválidos          | 114   | 2,22 / 100,00   |
| Total                   | Total                    | 5 146 | 100,00 / 100,00 |
| Eleitorado/Participação | Eleitorado/Participação  | 9 837 | 52,31 / 100,00  |

#### Canelas
| Candidato               | Candidato                | Votos  | %               |
| ----------------------- | ------------------------ | ------ | --------------- |
|                         | Marcelo Rebelo de Sousa  | 2 775  | 48,38 / 100,00  |
|                         | António Sampaio da Nóvoa | 1 244  | 21,69 / 100,00  |
|                         | Marisa Matias            | 771    | 13,44 / 100,00  |
|                         | Maria de Belém Roseira   | 320    | 5,58 / 100,00   |
|                         | Vitorino Silva           | 285    | 4,97 / 100,00   |
|                         | Paulo de Morais          | 144    | 2,51 / 100,00   |
|                         | Edgar Silva              | 124    | 2,16 / 100,00   |
|                         | Jorge Sequeira           | 35     | 0,61 / 100,00   |
|                         | Henrique Neto            | 29     | 0,51 / 100,00   |
|                         | Cândido Ferreira         | 9      | 0,16 / 100,00   |
| Votos Inválidos         | Votos Inválidos          | 158    | 2,68 / 100,00   |
| Total                   | Total                    | 5 894  | 100,00 / 100,00 |
| Eleitorado/Participação | Eleitorado/Participação  | 11 545 | 51,05 / 100,00  |

#### Canidelo
| Candidato               | Candidato                | Votos  | %               |
| ----------------------- | ------------------------ | ------ | --------------- |
|                         | Marcelo Rebelo de Sousa  | 5 409  | 42,39 / 100,00  |
|                         | António Sampaio da Nóvoa | 3 353  | 26,28 / 100,00  |
|                         | Marisa Matias            | 1 770  | 13,87 / 100,00  |
|                         | Maria de Belém Roseira   | 728    | 5,70 / 100,00   |
|                         | Vitorino Silva           | 477    | 3,74 / 100,00   |
|                         | Paulo de Morais          | 445    | 3,74 / 100,00   |
|                         | Edgar Silva              | 405    | 3,49 / 100,00   |
|                         | Henrique Neto            | 80     | 0,63 / 100,00   |
|                         | Jorge Sequeira           | 65     | 0,51 / 100,00   |
|                         | Cândido Ferreira         | 29     | 0,23 / 100,00   |
| Votos Inválidos         | Votos Inválidos          | 294    | 2,25 / 100,00   |
| Total                   | Total                    | 13 055 | 100,00 / 100,00 |
| Eleitorado/Participação | Eleitorado/Participação  | 23 903 | 54,62 / 100,00  |

#### Grijó e Sermonde
| Candidato               | Candidato                | Votos  | %               |
| ----------------------- | ------------------------ | ------ | --------------- |
|                         | Marcelo Rebelo de Sousa  | 3 017  | 55,02 / 100,00  |
|                         | António Sampaio da Nóvoa | 1 016  | 18,53 / 100,00  |
|                         | Marisa Matias            | 557    | 10,16 / 100,00  |
|                         | Maria de Belém Roseira   | 302    | 5,51 / 100,00   |
|                         | Vitorino Silva           | 258    | 4,71 / 100,00   |
|                         | Paulo de Morais          | 139    | 2,54 / 100,00   |
|                         | Edgar Silva              | 110    | 2,01 / 100,00   |
|                         | Henrique Neto            | 39     | 0,71 / 100,00   |
|                         | Jorge Sequeira           | 33     | 0,60 / 100,00   |
|                         | Cândido Ferreira         | 12     | 0,22 / 100,00   |
| Votos Inválidos         | Votos Inválidos          | 136    | 2,42 / 100,00   |
| Total                   | Total                    | 5 619  | 100,00 / 100,00 |
| Eleitorado/Participação | Eleitorado/Participação  | 10 262 | 54,76 / 100,00  |

#### Gulpilhares e Valadares
| Candidato               | Candidato                | Votos  | %               |
| ----------------------- | ------------------------ | ------ | --------------- |
|                         | Marcelo Rebelo de Sousa  | 4 838  | 49,04 / 100,00  |
|                         | António Sampaio da Nóvoa | 2 216  | 22,46 / 100,00  |
|                         | Marisa Matias            | 1 163  | 11,79 / 100,00  |
|                         | Maria de Belém Roseira   | 468    | 4,74 / 100,00   |
|                         | Paulo de Morais          | 353    | 3,58 / 100,00   |
|                         | Vitorino Silva           | 343    | 3,48 / 100,00   |
|                         | Edgar Silva              | 295    | 2,99 / 100,00   |
|                         | Henrique Neto            | 93     | 0,94 / 100,00   |
|                         | Jorge Sequeira           | 76     | 0,77 / 100,00   |
|                         | Cândido Ferreira         | 20     | 0,20 / 100,00   |
| Votos Inválidos         | Votos Inválidos          | 219    | 2,17 / 100,00   |
| Total                   | Total                    | 10 084 | 100,00 / 100,00 |
| Eleitorado/Participação | Eleitorado/Participação  | 18 915 | 53,31 / 100,00  |

#### Madalena
| Candidato               | Candidato                | Votos | %               |
| ----------------------- | ------------------------ | ----- | --------------- |
|                         | Marcelo Rebelo de Sousa  | 2 293 | 47,63 / 100,00  |
|                         | António Sampaio da Nóvoa | 1 128 | 23,43 / 100,00  |
|                         | Marisa Matias            | 578   | 12,01 / 100,00  |
|                         | Maria de Belém Roseira   | 261   | 5,42 / 100,00   |
|                         | Edgar Silva              | 175   | 3,64 / 100,00   |
|                         | Paulo de Morais          | 163   | 3,39 / 100,00   |
|                         | Vitorino Silva           | 149   | 3,10 / 100,00   |
|                         | Henrique Neto            | 38    | 0,79 / 100,00   |
|                         | Jorge Sequeira           | 21    | 0,44 / 100,00   |
|                         | Cândido Ferreira         | 8     | 0,17 / 100,00   |
| Votos Inválidos         | Votos Inválidos          | 98    | 2,00 / 100,00   |
| Total                   | Total                    | 4 912 | 100,00 / 100,00 |
| Eleitorado/Participação | Eleitorado/Participação  | 8 825 | 55,66 / 100,00  |

#### Mafamude e Vilar do Paraíso
| Candidato               | Candidato                | Votos  | %               |
| ----------------------- | ------------------------ | ------ | --------------- |
|                         | Marcelo Rebelo de Sousa  | 11 689 | 48,52 / 100,00  |
|                         | António Sampaio da Nóvoa | 6 104  | 25,34 / 100,00  |
|                         | Marisa Matias            | 2 786  | 11,56 / 100,00  |
|                         | Maria de Belém Roseira   | 949    | 3,94 / 100,00   |
|                         | Paulo de Morais          | 892    | 3,70 / 100,00   |
|                         | Vitorino Silva           | 679    | 2,82 / 100,00   |
|                         | Edgar Silva              | 633    | 2,63 / 100,00   |
|                         | Henrique Neto            | 187    | 0,78 / 100,00   |
|                         | Jorge Sequeira           | 145    | 0,60 / 100,00   |
|                         | Cândido Ferreira         | 28     | 0,12 / 100,00   |
| Votos Inválidos         | Votos Inválidos          | 494    | 2,01 / 100,00   |
| Total                   | Total                    | 24 586 | 100,00 / 100,00 |
| Eleitorado/Participação | Eleitorado/Participação  | 45 883 | 53,58 / 100,00  |

#### Oliveira do Douro
| Candidato               | Candidato                | Votos  | %               |
| ----------------------- | ------------------------ | ------ | --------------- |
|                         | Marcelo Rebelo de Sousa  | 4 519  | 42,57 / 100,00  |
|                         | António Sampaio da Nóvoa | 2 688  | 25,32 / 100,00  |
|                         | Marisa Matias            | 1 383  | 13,03 / 100,00  |
|                         | Maria de Belém Roseira   | 628    | 5,92 / 100,00   |
|                         | Vitorino Silva           | 455    | 4,29 / 100,00   |
|                         | Edgar Silva              | 433    | 4,08 / 100,00   |
|                         | Paulo de Morais          | 356    | 3,35 / 100,00   |
|                         | Henrique Neto            | 64     | 0,60 / 100,00   |
|                         | Jorge Sequeira           | 57     | 0,54 / 100,00   |
|                         | Cândido Ferreira         | 32     | 0,30 / 100,00   |
| Votos Inválidos         | Votos Inválidos          | 210    | 1,94 / 100,00   |
| Total                   | Total                    | 10 825 | 100,00 / 100,00 |
| Eleitorado/Participação | Eleitorado/Participação  | 19 986 | 54,16 / 100,00  |

#### Pedroso e Seixezelo
| Candidato               | Candidato                | Votos  | %               |
| ----------------------- | ------------------------ | ------ | --------------- |
|                         | Marcelo Rebelo de Sousa  | 4 764  | 49,96 / 100,00  |
|                         | António Sampaio da Nóvoa | 2 017  | 21,15 / 100,00  |
|                         | Marisa Matias            | 1 162  | 12,19 / 100,00  |
|                         | Maria de Belém Roseira   | 557    | 5,84 / 100,00   |
|                         | Vitorino Silva           | 431    | 4,52 / 100,00   |
|                         | Paulo de Morais          | 273    | 2,86 / 100,00   |
|                         | Edgar Silva              | 194    | 2,03 / 100,00   |
|                         | Henrique Neto            | 59     | 0,62 / 100,00   |
|                         | Jorge Sequeira           | 54     | 0,57 / 100,00   |
|                         | Cândido Ferreira         | 24     | 0,25 / 100,00   |
| Votos Inválidos         | Votos Inválidos          | 212    | 2,17 / 100,00   |
| Total                   | Total                    | 9 747  | 100,00 / 100,00 |
| Eleitorado/Participação | Eleitorado/Participação  | 17 813 | 54,72 / 100,00  |

#### Sandim, Olival, Lever e Crestuma
| Candidato               | Candidato                | Votos  | %               |
| ----------------------- | ------------------------ | ------ | --------------- |
|                         | Marcelo Rebelo de Sousa  | 4 815  | 55,70 / 100,00  |
|                         | António Sampaio da Nóvoa | 1 656  | 19,16 / 100,00  |
|                         | Marisa Matias            | 814    | 9,42 / 100,00   |
|                         | Maria de Belém Roseira   | 482    | 5,58 / 100,00   |
|                         | Vitorino Silva           | 416    | 4,81 / 100,00   |
|                         | Paulo de Morais          | 191    | 2,21 / 100,00   |
|                         | Edgar Silva              | 151    | 1,75 / 100,00   |
|                         | Henrique Neto            | 66     | 0,76 / 100,00   |
|                         | Jorge Sequeira           | 32     | 0,37 / 100,00   |
|                         | Cândido Ferreira         | 22     | 0,25 / 100,00   |
| Votos Inválidos         | Votos Inválidos          | 219    | 2,47 / 100,00   |
| Total                   | Total                    | 8 864  | 100,00 / 100,00 |
| Eleitorado/Participação | Eleitorado/Participação  | 15 142 | 58,54 / 100,00  |

#### Santa Marinha e São Pedro da Afurada
| Candidato               | Candidato                | Votos  | %               |
| ----------------------- | ------------------------ | ------ | --------------- |
|                         | Marcelo Rebelo de Sousa  | 7 130  | 44,81 / 100,00  |
|                         | António Sampaio da Nóvoa | 4 118  | 25,88 / 100,00  |
|                         | Marisa Matias            | 2 094  | 13,16 / 100,00  |
|                         | Maria de Belém Roseira   | 737    | 4,63 / 100,00   |
|                         | Paulo de Morais          | 589    | 3,70 / 100,00   |
|                         | Edgar Silva              | 523    | 3,29 / 100,00   |
|                         | Vitorino Silva           | 500    | 3,14 / 100,00   |
|                         | Henrique Neto            | 101    | 0,63 / 100,00   |
|                         | Jorge Sequeira           | 93     | 0,58 / 100,00   |
|                         | Cândido Ferreira         | 26     | 0,16 / 100,00   |
| Votos Inválidos         | Votos Inválidos          | 354    | 2,18 / 100,00   |
| Total                   | Total                    | 16 265 | 100,00 / 100,00 |
| Eleitorado/Participação | Eleitorado/Participação  | 30 311 | 53,66 / 100,00  |

#### São Félix da Marinha
| Candidato               | Candidato                | Votos  | %               |
| ----------------------- | ------------------------ | ------ | --------------- |
|                         | Marcelo Rebelo de Sousa  | 3 406  | 53,86 / 100,00  |
|                         | António Sampaio da Nóvoa | 1 255  | 19,85 / 100,00  |
|                         | Marisa Matias            | 633    | 10,01 / 100,00  |
|                         | Maria de Belém Roseira   | 363    | 5,74 / 100,00   |
|                         | Vitorino Silva           | 223    | 3,53 / 100,00   |
|                         | Paulo de Morais          | 210    | 3,32 / 100,00   |
|                         | Edgar Silva              | 125    | 1,98 / 100,00   |
|                         | Henrique Neto            | 59     | 0,93 / 100,00   |
|                         | Jorge Sequeira           | 39     | 0,62 / 100,00   |
|                         | Cândido Ferreira         | 11     | 0,17 / 100,00   |
| Votos Inválidos         | Votos Inválidos          | 145    | 2,24 / 100,00   |
| Total                   | Total                    | 6 469  | 100,00 / 100,00 |
| Eleitorado/Participação | Eleitorado/Participação  | 11 240 | 57,55 / 100,00  |

#### Serzedo e Perosinho
| Candidato               | Candidato                | Votos  | %               |
| ----------------------- | ------------------------ | ------ | --------------- |
|                         | Marcelo Rebelo de Sousa  | 3 199  | 52,08 / 100,00  |
|                         | António Sampaio da Nóvoa | 1 287  | 20,95 / 100,00  |
|                         | Marisa Matias            | 621    | 10,11 / 100,00  |
|                         | Maria de Belém Roseira   | 334    | 5,44 / 100,00   |
|                         | Vitorino Silva           | 273    | 4,44 / 100,00   |
|                         | Paulo de Morais          | 160    | 2,60 / 100,00   |
|                         | Edgar Silva              | 158    | 2,57 / 100,00   |
|                         | Henrique Neto            | 59     | 0,96 / 100,00   |
|                         | Jorge Sequeira           | 34     | 0,55 / 100,00   |
|                         | Cândido Ferreira         | 18     | 0,29 / 100,00   |
| Votos Inválidos         | Votos Inválidos          | 139    | 2,21 / 100,00   |
| Total                   | Total                    | 6 282  | 100,00 / 100,00 |
| Eleitorado/Participação | Eleitorado/Participação  | 12 195 | 51,51 / 100,00  |

#### Vilar de Andorinho
| Candidato               | Candidato                | Votos  | %               |
| ----------------------- | ------------------------ | ------ | --------------- |
|                         | Marcelo Rebelo de Sousa  | 3 109  | 42,97 / 100,00  |
|                         | António Sampaio da Nóvoa | 1 783  | 24,64 / 100,00  |
|                         | Marisa Matias            | 1 069  | 14,77 / 100,00  |
|                         | Maria de Belém Roseira   | 384    | 5,31 / 100,00   |
|                         | Vitorino Silva           | 361    | 4,99 / 100,00   |
|                         | Edgar Silva              | 264    | 3,65 / 100,00   |
|                         | Paulo de Morais          | 183    | 2,53 / 100,00   |
|                         | Henrique Neto            | 35     | 0,48 / 100,00   |
|                         | Jorge Sequeira           | 34     | 0,47 / 100,00   |
|                         | Cândido Ferreira         | 14     | 0,19 / 100,00   |
| Votos Inválidos         | Votos Inválidos          | 164    | 2,21 / 100,00   |
| Total                   | Total                    | 7 400  | 100,00 / 100,00 |
| Eleitorado/Participação | Eleitorado/Participação  | 14 978 | 49,41 / 100,00  |